# Lødingen (plaats)
Lødingen is een plaats in de Noorse gemeente Lødingen, provincie Nordland. Lødingen telt 1753 inwoners (2007) en heeft een oppervlakte van 1,59 km². Lødingen is door een ferry verbonden met de plaats Bognes op het Noorse vasteland. Deze ferry vermijdt het omrijden via Narvik.